# Israëlisch-Nederlandse betrekkingen
De Israëlisch-Nederlandse betrekkingen zijn de internationale betrekkingen tussen Nederland en Israël. De betrekkingen gaan terug tot 1948, toen de staat Israël werd opgericht. In 1949 werden diplomatieke relaties opgericht tussen beide landen. Beide landen zijn lid van de Unie voor het Middellandse Zeegebied.
Israël heeft een ambassade in Den Haag. Nederland heeft op zijn beurt een ambassade in Tel Aviv.

## Landenvergelijking
|                 | Israël                                        | Koninkrijk der Nederlanden                                                           |
| --------------- | --------------------------------------------- | ------------------------------------------------------------------------------------ |
| Bevolking       | 8.675.475 (2020)                              | 17.595.017 (2020)                                                                    |
| Oppervlakte     | 22.072 km²                                    | 42.201 km²                                                                           |
| Dichtheid       | 393,1/km² (2020)                              | 416,9/km² (2020)                                                                     |
| Hoofdstad       | Jeruzalem                                     | Amsterdam                                                                            |
| Regeringsvorm   | Republiek, parlementaire democratie           | Constitutionele monarchie - Parlementaire democratie                                 |
| Officiële talen | Hebreeuws, Arabisch                           | Nederlands, Fries, Papiaments, Engels                                                |
| Religie         | 76% joods, 17% moslims, 2% christen, 2% druus | 24% Rooms-katholiek, 10% Protestant, 5% Islam, 6% overige religies, 55% geen religie |

## Geschiedenis
In 1947 stemde Nederland voor de Resolutie 181 van de Algemene Vergadering van de Verenigde Naties. Hierin stond dat het Britse leger zich terug zou trekken uit Palestina. Ook dat er binnen Palestina een Joodse en Arabische staat zouden worden gesticht. Nederland was een van de weinige landen die zijn ambassade destijds in Jeruzalem plaatste, terwijl de meeste andere landen dat in Tel Aviv deden. Tijdens de Zesdaagse Oorlog in 1967 doneerde het Nederlandse volk een paar miljoen gulden aan Israël. In 1973 tijdens de Jom Kipoeroorlog leverde Nederland militaire middelen aan Israël. In 1980 werd de Nederlandse ambassade in Jeruzalem naar Tel Aviv verplaatst na de doorvoering van de Jeruzalemwet door de Knesset.

## Diaspora
Er leven 32.800 joden in Nederland.